# عناقية
العِناقِيَّة أو الوِنكة أو الونكا أو أو الفنكا أو عين البزّون هو جنس من النباتات المُزهرة في العالم القديم في عائلة الدفلية، والاسم الإنجليزي periwinkle مشترك مع الجنس ذي الصلة بفتة (ومع الرخويات ونكة شائعة). تُزرع بعض أنواعها ولكنها تنتشر أيضًا بشكل غازي. بالإضافة إلى ذلك، يوجد بعض الأنواع لها استخدامات طبية. ويُعد نوع العناقية الصغيرة هو النوع الأكثر انتشارا.

## الوصف

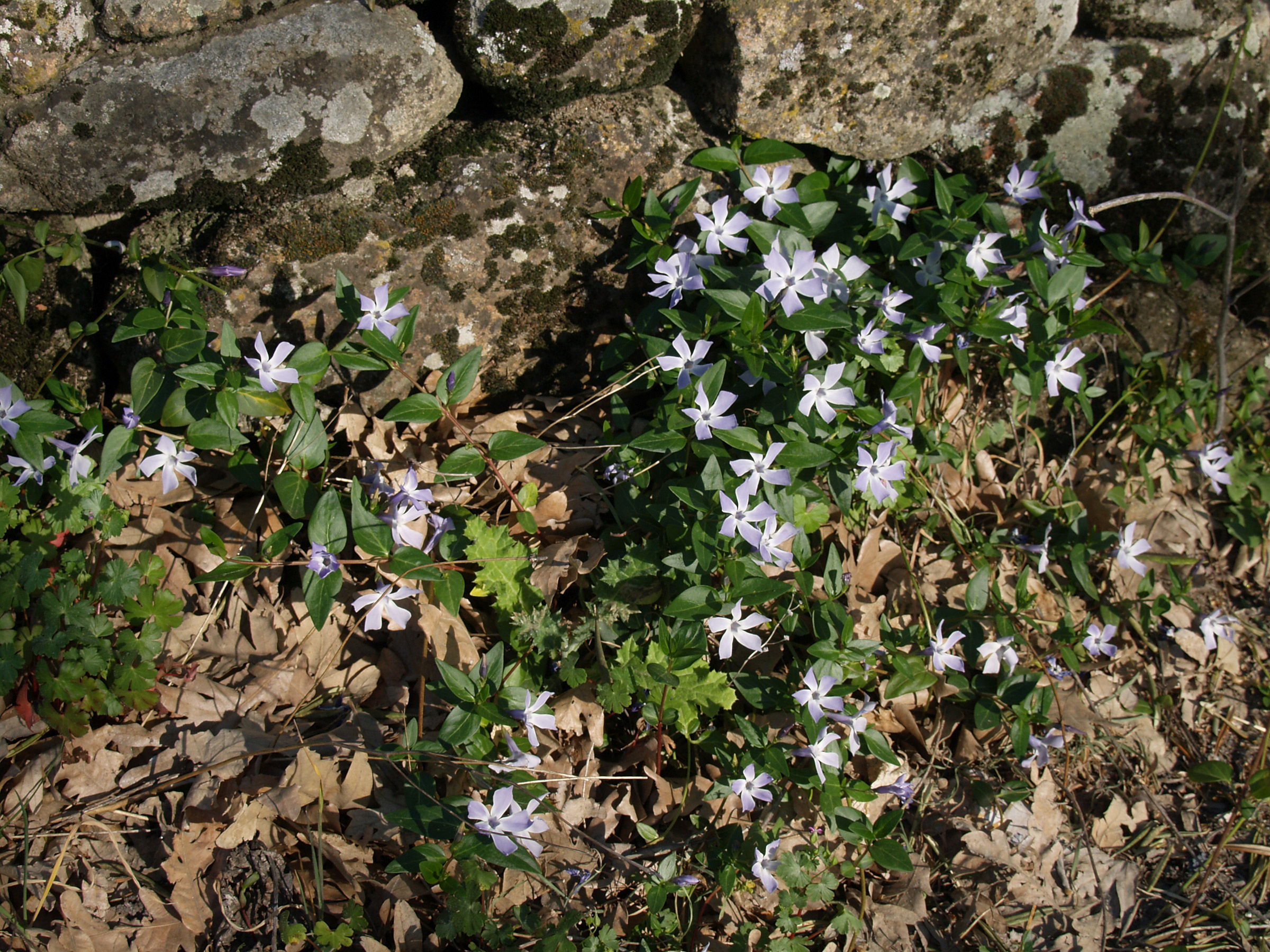
فينكا ديفورميس في موطنها، كاسيريس، إسبانيا

نباتات العناقية هي شجيرات قزمة أو عشبية، ولها سيقان متدلية نحيلة من 1–2 م (3 1⁄2–6 1⁄2 قدم)، طويلة ولكنها لا تنمو أكثر من 20–70 سـم (8–27 1⁄2 بوصة) فوق سطح الأرض؛ حيث تتجذر السيقان في كثير من الأحيان حين تلامس الأرض، مما يتيح للنبات الانتشار على نطاق واسع. الأوراق متقابلة، بسيطة عريضة، رمحية الشكل إلى بيضاوية الشكل، يبلغ طولها من 1–9 سـم (1⁄2–3 1⁄2 بوصة) واتساعها من 0.5–6 سـم (1⁄4–2 1⁄4 بوصة) وهي أبيدة في أربعة أنواع، ولكنها نافضة في الفصيلة العشبية Vinca herbacea، والتي تموت حتى تصل إلى نظام الجذر في الشتاء.
الزهور، التي تُنتج خلال معظم موسم النمو، هي زهور سلفرفورم (مثل زهور القبس)، وهي بسيطة، يبلغ اتساعها 2.5–7 سـم (1–3 بوصة)، ولها خمس بتلات بنفسجية اللون (وأحيانًا بيضاء) متصلة معًا عند القاعدة لتشكيل أنبوب. تتكون الثمرة من زوج من البصيلات المتباعدة؛ حيث تنفتح الثمرة الجافة على طول أحد مواقع التمزق لإطلاق البذور.

## الأصناف
الأنواع المقبولة:
- فينكا ديفورميس بور. Vinca difformis Pourr.- توجد في جزر الأزور، وغرب ووسط البحر الأبيض المتوسط
- فينكا إيريكتا ريجيل وشمال. Vinca erecta– توجد في أفغانستان وقيرغيزستان وطاجيكستان وأوزبكستان
- فينكا هيرباسيا والدست. Vinca herbacea- تنتشر في وسط وشرق وجنوب شرق أوروبا؛ والشرق الأوسط
- فينكا إسبارتنسيس كويونجو وإكشي Vinca ispartensis – تنتشر في تركيا.[9]
- العناقية الكبيرة Vinca major L. – تنتشر في جنوب أوروبا، تركيا، سوريا، القوقاز؛ وقد جرى إدخالها واستقرت في نيوزيلندا، كاليفورنيا، الجزر البريطانية، أوروبا الوسطى، أوكرانيا، شمال أفريقيا، جنوب الصين، جزر الكناري، ماديرا، أمريكا الشمالية،[10] المكسيك، كولومبيا، فنزويلا، بيرو،[11] كوستاريكا، غواتيمالا
- العناقية الصغيرةVinca minor L. – تنتشر في وسط وجنوب شرق أوروبا، وأوكرانيا، والقوقاز؛ وجرى إدخالها واستقرت في الجزر البريطانية، والدول الاسكندنافية، والبرتغال، وتركيا، وجنوب الصين، وأمريكا الشمالية، [12] نيوزيلندا
- فينكا سونيري كويونكو Vinca soneri Koyuncu – توجد في تركيا.

## التوزيع والموئل
هذا الجنس موطنه الأصلي أوروبا وشمال غرب أفريقيا وجنوب غرب آسيا.

## علم البيئة
قد تكون نباتات العناقية الكبرى والصغرى غازية في بعض المناطق حيث جرى إدخالها لأن انتشارها السريع يخنق الأنواع النباتية الأصلية ويغير الموائل. تشمل المناطق المتأثرة بذلك أجزاء من أستراليا ونيوزيلندا وكندا والولايات المتحدة، وخاصة ساحل كاليفورنيا.

## الزراعة
تُزرع العناقية الكبيرة والصغيرة على نطاق واسع باعتبارهما نباتًا زينة دائمة الخضرة ومزهرة. نظرًا لأن النباتات منخفضة وتنتشر بسرعة، فغالبًا ما تُستخدم كغطاء أرضي في المناظر الطبيعية للحدائق وحدائق الحاويات container gardens. كما أنها تستخدم تقليديًا في المقابر القديمة كغطاء أرضي دائم الخضرة لا يحتاج إلى صيانة. تتوفر العديد من الأصناف منها، بألوان وأحجام وعادات مختلفة للنباتات والأوراق والزهور.

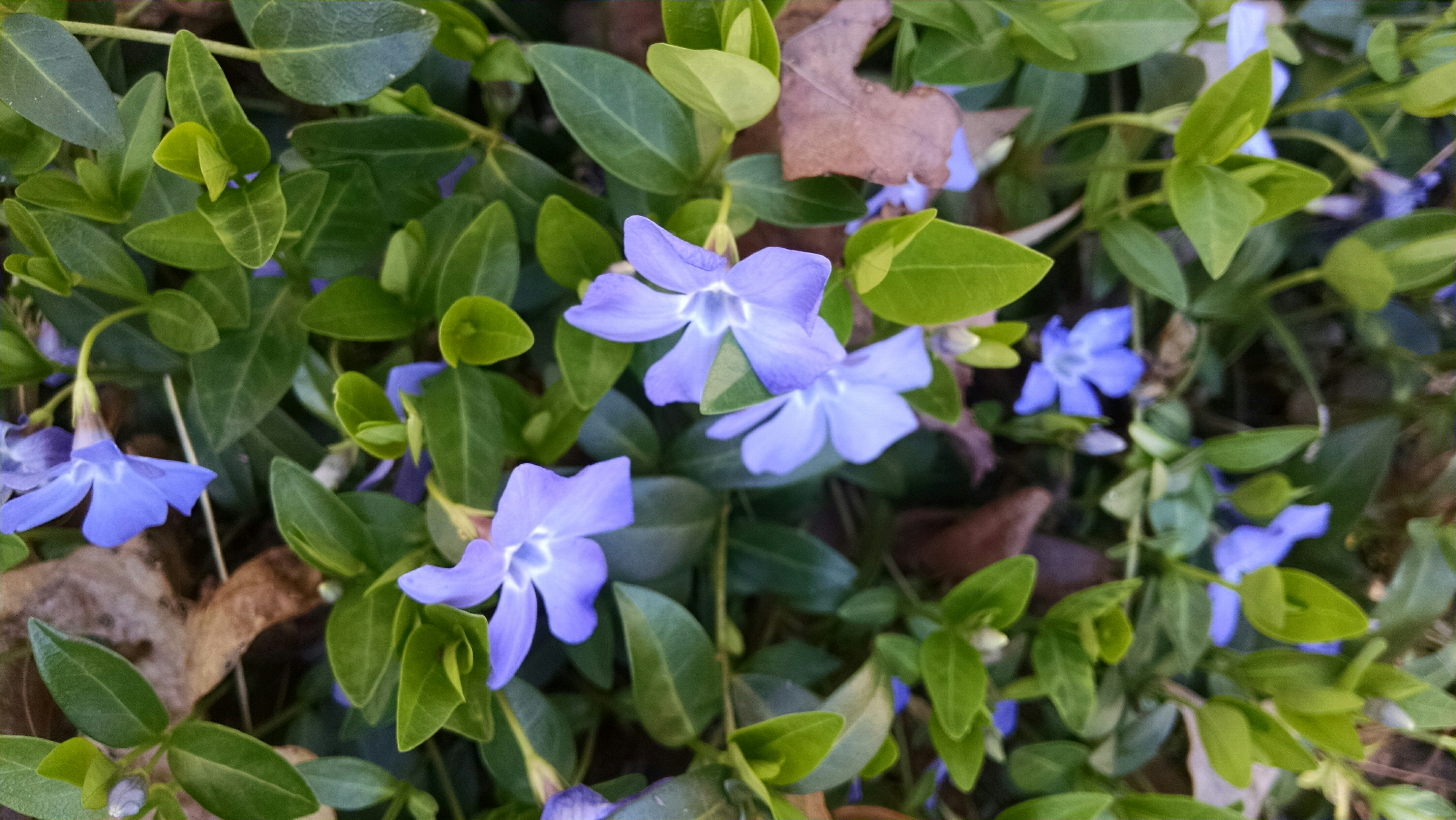
نباتات فينكا تنتشر على طول الحدود

## الاستخدامات الطبية
تتضمن القلويات العناقية ما لا يقل عن 86 شبه قلوي مستخرجًا من نباتات من جنس العناقية. حيث يُستخرج عامل العلاج الكيميائي فينكريستين من نوع وثيق الصلة، وهو نبات الكاثارانثوس الوردي، ويُستخدم لعلاج بعض أنواع سرطان الدم، والأورام اللمفاوية، وسرطانات الأطفال، بالإضافة إلى العديد من أنواع السرطان الأخرى وبعض الحالات غير السرطانية. ويُستخدم مُركب فينبلاستين هو نظير كيميائي للفينكريستين أيضًا لعلاج أشكال مختلفة من السرطان. يجري إنتاج أسباه القلويات ثنائية الترابط مثل فينكريستين وفينبلاستين عن طريق اقتران أشباه القلويات الإندول الأصغر indole alkaloids فيندولين وكاثرانثين. بالإضافة إلى ذلك، تُستخلص المادة الفعالة فينكامين من نبات العناقية الصغيرة. كذلك فإن مُركب فينوريلبين، وهو عامل علاج كيميائي شبه اصطناعي حديث، يستخدم في علاج سرطان الرئة ذو الخلايا غير الصغيرة ويجري تحضيره إما من المنتجات الطبيعية لـ يوروسين أو كاثرانثين وفيندولين، وفي كلتا الحالتين عن طريق تحضير أنهيدروفينبلاستين أولاً.